# Effendi Ketwaru jr.
Effendi Ketwaru (Paramaribo, 3 maart 1956) is een Surinaams literatuurcriticus en jeugdboekenschrijver. Hij is de oudste zoon van de gelijknamige musicus Effendi Ketwaru (1933-2005).
Effendi Ketwaru jr. leefde verschillende jaren in Nederland en keerde naar Suriname terug, waar hij werkzaam was bij de sectie Literatuur van het ministerie van Onderwijs en Cultuur, en als muziekdocent aan de Muziekschool. Hij was in de jaren ‘80 een actief lid van de jongerenvereniging Nauyuga. Voor De Ware Tijd Literair (waarvan hij korte tijd redacteur was) schreef hij recensies, die om hun scherpe toonzetting met regelmaat stof deden doen opwaaien.
Ketwaru bracht in 1991 drie kinderboeken uit. Hij debuteerde met het sprookje Rani en de Slangenkoning, waarvoor hij zich liet inspireren door een orale vertelling, `Tjanda en de zeven zwageressen'. Zijn belangrijkste drijfveer was het schrijven van een Nederlandstalig kinderboek met Sarnami woorden, om zo de hindostaanse inbreng in de jeugdliteratuur expliciet te maken. Hij gebruikt bijvoorbeeld bewust het woord karaila zonder vertaling, terwijl elke Surinamer sopropo kent. Ketwaru stond ver af van het nationalistische wapengekletter. Jeugdliteratuur moet volgens hem allereerst op ontspanning gericht zijn en zeker niet moraliseren. Hij schreef voor een breed publiek, inclusief de hindostaanse jeugd die volgens hem niets van het cultuureigen kon terugvinden in de kinderpagina's van de kranten, en de jeugd uit andere bevolkingsgroepen die hij wilde confronteren met niet-cultuureigen zaken.
 Rani en de Slangenkoning bezit zowat alle kenmerken van het traditionele sprookje: het weeskindje Rani wordt door een heksachtige tante grootgebracht en beestachtig behandeld, krijgt hulp van de slissende slangenkoning Nagraj op wie tante een enorme krokodil afstuurt. Dan verschijnt er een jongeling ten tonele die haar meeneemt. Hier krijgt het van origine Indiase sprookje een Surinaamse wending, want de jongeling komt uit Nickerie. Het boek viel ook op, doordat de schrijver zelf had getekend voor illustraties die behoorden tot het beste wat de jeugdliteratuur te bieden had.
Met Birbal en de barbier wilde Effendi Ketwaru een populair genre uit de hindostaanse literatuur naar voren halen: de verhalen rond de wijze Birbal. Birbal verbluft al als jongetje keizer Akbar de Grote met zijn slimme antwoorden. Op zijn zestiende reist hij naar het hof van de ijdele koning te Delhi en daar doet hij de vorst, de hovelingen en al wie maar in de buurt komt, versteld staan door zijn spitsvondige oplossingen voor de meest ingewikkelde problemen. Ketwaru baseerde zich voor zijn vertellingen op All about Birbal van de Indiase vertelster Eunice de Souza.
Voor Koning Bali en de macht van Divali putte Ketwaru uit de Indiase mythologie. Het boekje verhaalt op vrije en humoristische wijze van de koning Bali, die zijn volk laat lijden onder zijn grillen, tot de godin van het licht Lakshmi verschijnt, die de god Vishnoe vraagt om met een list koning Bali naar de onderwereld te verbannen. Zo is de vertelling een uiteenzetting over de mythologische oorsprong van het Divali-feest.

## Over Effendi Ketwaru
- Michiel van Kempen, Een geschiedenis van de Surinaamse literatuur. Breda: De Geus, 2003, deel II, pp. 1069, 1194, 1207.